# Liste der Kulturgüter in Grandval
Die Liste der Kulturgüter in Grandval enthält alle Objekte in der Gemeinde Grandval im Kanton Bern, die gemäss der Haager Konvention zum Schutz von Kulturgut bei bewaffneten Konflikten, dem Bundesgesetz vom 20. Juni 2014 über den Schutz der Kulturgüter bei bewaffneten Konflikten sowie der Verordnung vom 29. Oktober 2014 über den Schutz der Kulturgüter bei bewaffneten Konflikten unter Schutz stehen.
Objekte der Kategorien A und B sind vollständig in der Liste enthalten, Objekte der Kategorie C fehlen zurzeit (Stand: 15. Februar 2024). Unter übrige Baudenkmäler sind geschützte Objekte zu finden, die im Bauinventar des Kantons Bern als «schützenswert» verzeichnet sind.

## Kulturgüter
| Foto |                                                                   | Objekt                                                             | Kat. | Typ | Standort                                   | Beschreibung |
| ---- | ----------------------------------------------------------------- | ------------------------------------------------------------------ | ---- | --- | ------------------------------------------ | --- |
| ja   | Datei hochladen · Wikidata zu Zehntenhaus (Q19362593)             | Zehntenhaus / Maison de la Dîme KGS-Nr.: 00916                     | A    | G   | Place du Banneret Wisard 4 598950 / 236808 | 1684 erbautes Bauernhaus, ursprünglich als Pfarrhaus und Zehntenhof verwendet. Der mit Kalkstein verkleidete Bau unter flach geneigtem Dach bildet zusammen mit dem benachbarten Haus des Venners Wisard den ältesten Kern des Dorfes. An der Nordseite angebaut ist der Ökonomieteil.                         |
| ja   | Datei hochladen · Wikidata zu Haus des Venners Wisard (Q19362594) | Haus des Venners Wisard / Maison du Banneret Wisard KGS-Nr.: 00918 | A    | G   | Place du Banneret Wisard 3 598975 / 236793 | Im 16. Jahrhundert erbautes Bauernhaus, beherbergt heute das Museum der Fondation du Banneret Wisard. Der verputzte Bau mit flach geneigtem Schindeldach ist ein bedeutendes Beispiel eines weitgehend erhalten gebliebenen jurassischen Bauernhauses und bewahrt wichtige Elemente aus verschiedenen Epochen. |
| ja   | Datei hochladen · Wikidata zu Pfarrhaus (Q111670386)              | Pfarrhaus / Cure KGS-Nr.: 16778                                    | B    | G   | Rue de l'Eglise 13 599238 / 236896         | Pfarrhaus (1829–1831) |

## Übrige Baudenkmäler
Hinweis: Anstelle der KGS-Nummer wird als Objekt-Identifikator (ID) die Grundstücksnummer verwendet.
| ID   | Foto |                                                                 | Objekt                                                                            | Typ | Standort                                      | Beschreibung |
| ---- | ---- | --------------------------------------------------------------- | --------------------------------------------------------------------------------- | --- | --------------------------------------------- | ------------ |
| 1046 | BW   | Datei hochladen                                                 | Speicher / Grenier (1660)                                                         | G   | Grand-Rue 55 599080 / 237002                  |              |
| 1067 | ja   | Datei hochladen · Wikidata zu Schulhaus (Q29652104)             | Schulhaus / École (1873)                                                          | G   | Grand-Rue 29 598756 / 236898                  |              |
| 1068 | BW   | Datei hochladen                                                 | Bauernhaus / Ferme (1874)                                                         | G   | Grand-Rue 27 598756 / 236898                  |              |
| 1104 | ja   | Datei hochladen · Wikidata zu Brücke über die Raus (Q123189132) | Brücke über die Raus / Pont sur la rivière Rauss (1878)                           | G   | Chemin du Corps-de-Garde N.N. 598995 / 236937 |              |
| 1154 | BW   | Datei hochladen                                                 | Speicher / Grenier (18. Jh.)                                                      | G   | Place du Banneret Wisard 4a 598971 / 236823   |              |
| 1166 | BW   | Datei hochladen                                                 | Speicher / Grenier (1679)                                                         | G   | Place du Banneret Wisard 3a 598988 / 236779   |              |
| 1313 | ja   | Datei hochladen · Wikidata zu Pfarrhaus (Q111670386)            | Pfarrhaus / Cure (1829–1831)                                                      | G   | Rue de l’Église 13 599238 / 236896            |              |
| 1313 | BW   | Datei hochladen                                                 | Ofen- und Waschhaus (Mitte 19. Jh.) / Four à pain ou lavoir (Milieu 19ème siècle) | G   | Rue de l’Église 13a 599223 / 236924           |              |
| 1313 | ja   | Datei hochladen · Wikidata zu Reformierte Kirche (Q55415469)    | Reformierte Kirche / Eglise paroissiale (1669)                                    | G   | Rue de l’Église 15 599268 / 236922            |              |